# Michał Lengowski
Michał Lengowski (ur. 27 września 1873 w Starej Kaletce, zm. 2 lutego 1967 w Olsztynie) – poeta ludowy, działacz społeczny, zbieracz pieśni ludowych. Uczestnik akcji plebiscytowej 1920, działacz Związku Polaków w Niemczech. 
W latach (1891–1908) przebywał w Westfalii, gdzie pracował m.in. jako górnik, rozwijając działalność organizacyjną w środowiskach polskich. Był korespondentem Gazety Olsztyńskiej. Współzałożyciel Zjednoczenia Zawodowego Polskiego w Bochum w 1902, wyrzucony z pracy w kopalni za zorganizowanie wiecu w 1903. Wraz z rodziną wrócił na Warmię w 1908. Z ramienia Polskiej Rady Ludowej dla Warmii w Olsztynie był w 1918 delegatem na zjazd dzielnicowy w Poznaniu. W 1919 został wybrany na prezesa Towarzystwa Ludowego w Gutkowie, jako mąż zaufania zaangażował się w Plebiscyt na Warmii i Mazurach. W 1920 brał udział w tworzeniu Związku Polaków w Prusach Wschodnich, bez powodzenia kandydował do niemieckiego i pruskiego parlamentu w latach 1928 i 1932. Po wojnie był sekretarzem Polskiego Komitetu Narodowościowego w Olsztynie (1945–1947), członkiem Instytutu Mazurskiego, stałym współpracownikiem Państwowego Instytutu Sztuki, prezesem Klubu Literackiego w Olsztynie, pierwszym prezesem olsztyńskiego oddziału Związku Literatów Polskich. Współpracował z tygodnikiem Słowo dla Warmii i Mazur (dodatek do dziennika Słowo Powszechne). Tworzył satyry polityczne i publicystykę. Część jego wierszy opublikowano w antologii "Poezja ludowa Warmii i Mazur" (1957) oraz w tomach "Śladami pieśni" (1965), "Mój życiorys. Wybór wierszy" (1974). Pośmiertnie wydano jego wspomnienia "Na Warmii i w Westfalii" (1972). 
W 1953 otrzymał Krzyż Oficerski Orderu Odrodzenia Polski.
Od 1967 roku jest przyznawana „Regionalna Nagroda im. Michała Lengowskiego” za propagowanie i wzbogacanie wiedzy o przeszłości Warmii, Mazur i Powiśla. 
Spoczywa na cmentarzu komunalnym w Olsztynie (kw. 6 rząd 5 grób 10-11).